# راسيل أندرسون
راسيل أندرسون (بالإنجليزية: Russell Anderson)‏ (25 أكتوبر 1978 أبردين المملكة المتحدة - ) هو لاعب كرة قدم بريطاني يلعب كمدافع.

## مسيرته الكروية
لعب راسيل أندرسون خلال مسيرته الاحترافية مع 5 أندية في واحد وعشرون موسمًا وسجل خلالها 20 هدف ضمن 394 مباراة. ولم يفز بأي موسم بالكأس أو بالدوري.
خاض راسيل أندرسون مسيرته مع نادي أبردين في موسم 1996–97 في المرة الأولى ليلعب معه أحد عشر موسمًا ثم في موسم 2011–12 ليلعب معه أربعة مواسم، مشاركًا طوالها في 343 مباراة سجل خلالها 19 هدفًا. ثم انتقل إلى نادي بليموث أرجايل في موسم 2007–08 لمدة موسم واحد، حيث شارك في 13 مباراة ولم يسجل أي هدف. لينتقل بعدها إلى نادي بيرنلي في موسم 2008–09 لمدة موسم واحد، مشاركًا في 4 مباريات ولم يسجل أي هدف أيضًا. ثم انتقل إلى نادي ديربي كاونتي في موسم 2009–10 واستمر معه طيلة ثلاثة مواسم، مشاركًا في 33 مباراة سجل خلالها هدفًا واحدًا.

## روابط خارجية
- راسيل أندرسون على موقع قاعدة بيانات كرة القدم.إي يو (الإنجليزية)
- راسيل أندرسون على موقع ناشيونال فوتبول تيمز (الإنجليزية)
- راسيل أندرسون على موقع Soccerbase.com (لاعب) (الإنجليزية)
- راسيل أندرسون على موقع عالم كرة القدم.نت (الإنجليزية)